# (3031) Houston
(3031) Houston (1984 CX; 1954 EF; 1978 NP; 1979 VT1; 1981 JL1) ist ein ungefähr sechs Kilometer großer Asteroid des inneren Hauptgürtels, der am 8. Februar 1984 vom US-amerikanischen Astronomen Edward L. G. Bowell am Lowell-Observatorium, Anderson Mesa Station (Anderson Mesa) in der Nähe von Flagstaff, Arizona (IAU-Code 688) entdeckt wurde.

## Benennung
(3031) Houston wurde nach dem US-amerikanischen Amateurastronomen Walter Scott Houston benannt, der für seine Kolumne Deep Sky Wonders in der Zeitschrift Sky & Telescope bekannt ist. Die Benennung wurde vom Entdecker Edward L. G. Bowell nach einer Empfehlung von P. L. Dombrowski vorgeschlagen.